# Мадагаскар на Светском првенству у атлетици у дворани 2022.
Мадагаскар је учествовао на 18. Светском првенству у атлетици у дворани 2022. одржаном у Београду од 18. до 20. марта петнаести пут. Репрезентацију Мадагаскара представљала је једна атлетичарка, која се такмичила у трци на 60 метара препоне.,
На овом првенству такмичарка Мадагаскара није освојила ниједну медаљу али је оборила свој лични рекорд.

## Учесници
Жене:
- Сидоние Фиаданантсоа — 60 м препоне

## Резултати

### Жене
| Атлетичарка          | Дисциплина   | Лични рекорд | Квалификације | Квалификације | Полуфинале            | Полуфинале            | Финале                | Финале       | Детаљи |
| Атлетичарка          | Дисциплина   | Лични рекорд | Резултат      | Место         | Резултат              | Место                 | Резултат              | Место        | Детаљи |
| -------------------- | ------------ | ------------ | ------------- | ------------- | --------------------- | --------------------- | --------------------- | ------------ | ------ |
| Сидоние Фиаданантсоа | 60 м препоне | 8,26         | 8,21(.210) ЛР | 7. у гр. 1    | Није се квалификовала | Није се квалификовала | Није се квалификовала | 31 / 41 (45) |        |